# Liste des présentateurs des Oscars
Cet article fournit la liste des présentateurs des Oscars, les récompenses cinématographiques américaines annuelles destinées à saluer l'excellence des productions mondiales du cinéma.

## Années 1920
1927/1928 : Douglas Fairbanks et William C. de Mille
1928/1929 : William C. de Mille
1929/1930 : Conrad Nagel

## Années 1930
1930/1931 : Lawrence Grant
1931/1932 : Lionel Barrymore
1932/1933 : Will Rogers
1934 : Irvin S. Cobb
1935 : Frank Capra
1936 : George Jessel
1937 : Bob Burns
1938 : Pas de présentateur officiel
1939 : Bob Hope

## Années 1940
1940 : Bob Hope
1941 : Pas de présentateur officiel
1942 : Bob Hope
1943 : Jack Benny
1944 : Bob Hope et John Cromwell
1945 : Bob Hope et James Stewart
1946 : Jack Benny
1947 : Pas de présentateur officiel
1948 : Robert Montgomery
1949 : Paul Douglas

## Années 1950
1950 : Fred Astaire
1951 : Danny Kaye
1952 : Bob Hope et Conrad Nagel
1953 : Donald O'Connor et Fredric March
1954 : Bob Hope et Thelma Ritter
1955 : Jerry Lewis, Claudette Colbert, et Joseph L. Mankiewicz
1956 : Jerry Lewis et Celeste Holm
1957 : Bob Hope, David Niven, James Stewart, Jack Lemmon, et Rosalind Russell
1958 : Bob Hope, Tony Randall, Mort Sahl, David Niven, Sir Laurence Olivier, et Jerry Lewis
1959 : Bob Hope

## Années 1960
1960 : Bob Hope
1961 : Bob Hope
1962 : Frank Sinatra
1963 : Jack Lemmon
1964 : Bob Hope
1965 : Bob Hope
1966 : Bob Hope
1967 : Bob Hope
1968 : Pas de présentateur officiel
1969 : Pas de présentateur officiel

## Années 1970
1970 : Pas de présentateur officiel
1971 : Helen Hayes, Alan King, Sammy Davis Jr. et Jack Lemmon
1972 : Carol Burnett, Michael Caine, Charlton Heston, et Rock Hudson
1973 : John Huston, Burt Reynolds, David Niven, et Diana Ross
1974 : Sammy Davis Jr., Bob Hope, Shirley MacLaine, et Frank Sinatra
1975 : Goldie Hawn, Gene Kelly, Walter Matthau, George Segal, et Robert Shaw
1976 : Warren Beatty, Ellen Burstyn, Jane Fonda, et Richard Pryor
1977 : Bob Hope
1978 : Johnny Carson
1979 : Johnny Carson

## Années 1980
1980 : Johnny Carson
1981 : Johnny Carson
1982 : Liza Minnelli, Dudley Moore, Richard Pryor, et Walter Matthau
1983 : Johnny Carson
1984 : Jack Lemmon
1985 : Alan Alda, Jane Fonda, et Robin Williams
1986 : Chevy Chase, Goldie Hawn, et Paul Hogan
1987 : Chevy Chase
1988 : Pas de présentateur officiel
1989 : Billy Crystal

## Années 1990
1990 : Billy Crystal
1991 : Billy Crystal
1992 : Billy Crystal
1993 : Whoopi Goldberg
1994 : David Letterman
1995 : Whoopi Goldberg
1996 : Billy Crystal
1997 : Billy Crystal
1998 : Whoopi Goldberg
1999 : Billy Crystal

## Années 2000
2000 : Steve Martin
2001 : Whoopi Goldberg
2002 : Steve Martin
2003 : Billy Crystal
2004 : Nicole Kidman
2005 : Chris Rock
2006 : Jon Stewart
2007 : Ellen DeGeneres
2008 : Jon Stewart
2009 : Hugh Jackman

## Années 2010
2010 : Steve Martin et Alec Baldwin
2011 : Anne Hathaway et James Franco
2012 : Billy Crystal
2013 : Seth MacFarlane
2014 : Ellen DeGeneres
2015 : Neil Patrick Harris
2016 : Chris Rock
2017 : Jimmy Kimmel
2018 : Jimmy Kimmel
2019 : Pas de présentateur officiel